# Ensemble de Cantor
En mathématiques, l'ensemble de Cantor (ou ensemble triadique de Cantor, ou poussière de Cantor), est un sous-ensemble remarquable de la droite réelle construit par le mathématicien allemand Georg Cantor.
Il s'agit d'un sous-ensemble fermé de l'intervalle unité [0, 1], d'intérieur vide. Il sert d'exemple pour montrer qu'il existe des ensembles infinis non dénombrables mais négligeables au sens de la mesure de Lebesgue. C'est aussi le premier exemple de fractale (bien que le terme ne soit apparu qu'un siècle plus tard), et il possède une dimension non entière.
Il admet enfin une interprétation sous l'angle du développement des réels en base 3.
Pour cette raison, il est souvent noté K3.
On le construit de manière itérative à partir du segment [0, 1] en enlevant le tiers central ; puis on réitère l'opération sur les deux segments restants, et ainsi de suite. On peut voir les six premières itérations du procédé sur le schéma suivant :

Six premières itérations de la construction de l'ensemble de Cantor.

## Construction

### Construction itérative
On dénote par {\displaystyle {\mathcal {T}}} l'opérateur « enlever le tiers central » :
{\displaystyle {\begin{array}{cccl}{\mathcal {T}}:&I&\rightarrow &I_{0}\cup I_{1}\ \\&\ [a,b]&\mapsto &\displaystyle \left[a,a+{\frac {b-a}{3}}\right]\cup \left[b-{\frac {b-a}{3}},b\right]\end{array}}.}
On note {\displaystyle A_{0}=[0,1]} et on définit par récurrence une suite de parties de [0, 1] par la relation :
{\displaystyle \forall n\in \mathbb {N} ,\ A_{n+1}={\mathcal {T}}(A_{n}).}
On a :
{\displaystyle A_{1}=\left[0,{\frac {1}{3}}\right]\cup \left[{\frac {2}{3}},1\right];}
{\displaystyle A_{2}=\left[0,{\frac {1}{9}}\right]\cup \left[{\frac {2}{9}},{\frac {1}{3}}\right]\cup \left[{\frac {2}{3}},{\frac {7}{9}}\right]\cup \left[{\frac {8}{9}},1\right];}
{\displaystyle A_{3}=\left[0,{\frac {1}{27}}\right]\cup \left[{\frac {2}{27}},{\frac {1}{9}}\right]\cup \left[{\frac {2}{9}},{\frac {7}{27}}\right]\cup \left[{\frac {8}{27}},{\frac {1}{3}}\right]\cup \left[{\frac {2}{3}},{\frac {19}{27}}\right]\cup \left[{\frac {20}{27}},{\frac {7}{9}}\right]\cup \left[{\frac {8}{9}},{\frac {25}{27}}\right]\cup \left[{\frac {26}{27}},1\right].}
Alors l'ensemble de Cantor {\displaystyle K_{3}} est la « limite » de {\displaystyle A_{n}} quand {\displaystyle n} tend vers {\displaystyle +\infty } :
{\displaystyle K_{3}=\bigcap _{n\in \mathbb {N} }A_{n}.}

### Écriture en base 3

Positions de 1/4, 2/3 et 1 dans l'ensemble de Cantor, avec 1/4 dans K_{3}.

On peut aussi définir l'ensemble de Cantor via l'écriture en base 3. En effet tout réel {\displaystyle x\in [0,1]} peut s'écrire :
{\displaystyle x=\sum _{n=1}^{\infty }{\frac {x_{n}}{3^{n}}};}
avec {\displaystyle x_{n}\in \{0,1,2\}}.
On écrit alors
{\displaystyle x=0,x_{1}x_{2}x_{3}x_{4}x_{5}\ldots }
Cette écriture est unique à ceci près : on peut remplacer {\displaystyle 1000000\ldots } par {\displaystyle 0222222\ldots } (et {\displaystyle 2000000\ldots } par {\displaystyle 1222222\ldots }) à la fin d'une écriture. Si on choisit de faire cette transformation on peut alors définir {\displaystyle K_{3}} par :

L'ensemble de Cantor est formé des réels de [0, 1] ayant une écriture en base 3 ne contenant que des 0 et des 2.
Ou plus formellement :
Par exemple le réel 1/3 est dans cet ensemble, puisqu'il admet les deux écritures 0,1000… et 0,02222… en base 3. Le réel 2/3 également (0,2000… ou 0,12222…). On peut remarquer que parmi les nombres admettant un développement propre et un développement impropre, il n'en existe aucun dont les deux écritures vérifient la propriété demandée.

## Propriétés

### Mesure
L'ensemble de Cantor est de mesure nulle, c'est-à-dire négligeable au sens de la mesure de Lebesgue.
En effet en notant {\displaystyle \ell } la mesure de Lebesgue sur {\displaystyle \mathbb {R} }, on a :
- {\displaystyle \ell \left([0,1]\right)=1} ;
- pour une réunion {\displaystyle A_{n}} d'intervalles : {\displaystyle \ell \left({\mathcal {T}}(A_{n})\right)=\ell (A_{n+1})={\frac {2}{3}}\ell (A_{n})} ;

où {\displaystyle {\mathcal {T}}} est l'opérateur « ablation du tiers central » (voir premier paragraphe).
On en déduit que pour les étapes de la construction itérative ci-dessus :
{\displaystyle \forall n\in \mathbb {N} ,\ \ell \left(A_{n}\right)=\left({\frac {2}{3}}\right)^{n}.}
Et comme l'ensemble de Cantor est inclus dans tous les {\displaystyle A_{n}} : {\displaystyle \ell \left(K\right)=0}.
L'ensemble de Cantor est donc « petit » au sens de la mesure de Lebesgue.

### Non-dénombrabilité
Cependant l'ensemble de Cantor n'est pas dénombrable. Plus précisément, il a la puissance du continu, c'est-à-dire qu'il est équipotent à {\displaystyle {\mathcal {P}}(\mathbb {N} )}, l'ensemble des parties de l'ensemble {\displaystyle \mathbb {N} } des entiers naturels (or {\displaystyle {\mathcal {P}}(\mathbb {N} )}, d'ailleurs équipotent à {\displaystyle \mathbb {R} }, n'est pas dénombrable, d'après le théorème de Cantor).
On peut en effet, grâce à l'écriture en base 3 ci-dessus, définir une bijection de {\displaystyle {\mathcal {P}}(\mathbb {N} )} dans {\displaystyle K_{3}}, en associant à toute partie {\displaystyle A} de {\displaystyle \mathbb {N} } le réel {\displaystyle \sum _{k=0}^{\infty }{\frac {2\times 1_{A}(k)}{3^{k+1}}}}, où {\displaystyle 1_{A}} désigne la fonction caractéristique de la partie {\displaystyle A}.
Ainsi l'ensemble de Cantor est « grand » au sens de la théorie des ensembles.

### Propriétés topologiques
- L'ensemble de Cantor est compact, et n'a que des points d'accumulation (il est sans point isolé). On dit que c'est un ensemble parfait. Par ailleurs, il est d'intérieur vide.

- L'ensemble de Cantor est également totalement discontinu c'est-à-dire que chaque singleton est sa propre composante connexe.
- Il est homéomorphe à l'espace de Cantor {\displaystyle \{0,1\}^{\mathbb {N} }}, muni de sa topologie produit.
- Un espace topologique X est homéomorphe à l'espace de Cantor si et seulement si X est un compact parfait possédant une base dénombrable d'ouverts-fermés.
- Tout espace métrique compact est l'image de l'ensemble de Cantor par une application continue[7]. Cette propriété a des répercussions importantes en analyse fonctionnelle. En outre, tout espace métrique compact totalement discontinu parfait est homéomorphe à l'ensemble de Cantor ; les sous-espaces du plan ou de l'espace usuel ayant cette propriété sont souvent appelés des poussières de Cantor.

### Auto-similarité
L'image de l'ensemble de Cantor par l'homothétie h de centre 0 et de rapport 1/3 est incluse dans ensemble de Cantor. Plus précisément :
{\displaystyle K_{3}=h\left(K_{3}\right)\cup \left(h\left(K_{3}\right)+{\frac {2}{3}}\right)}.
Ainsi, {\displaystyle K_{3}} est la réunion disjointe de deux parties qui lui sont homothétiques. C'est une manifestation de
ce qu'on appelle l'auto-similarité, qui est l'une des propriétés de base des fractales.

### Dimension
En conséquence de ce qui précède, on peut calculer la dimension de Minkowski ; elle vaut log3(2) = logb(2)/logb(3) ≈ 0,631, où b est n'importe quelle base. C'est un nombre irrationnel et même transcendant. On parle parfois de dimension fractionnaire car elle n'est pas entière, même s'il ne s'agit pas davantage d'un nombre rationnel.
Cette valeur log3(2) est également la dimension de Hausdorff de l'ensemble.

## Variantes

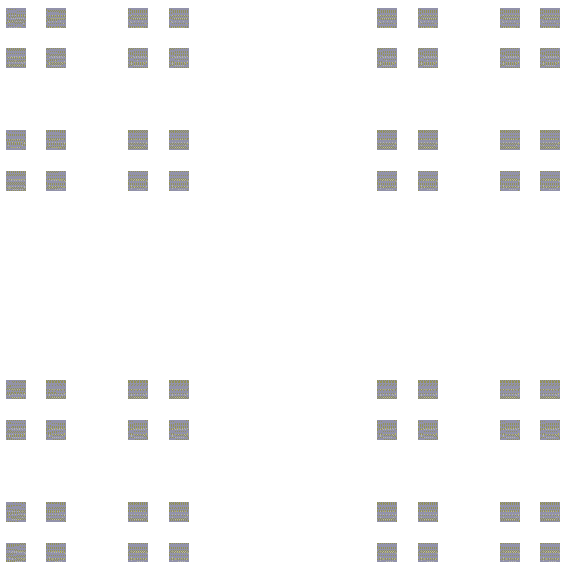
Le carré de Cantor.

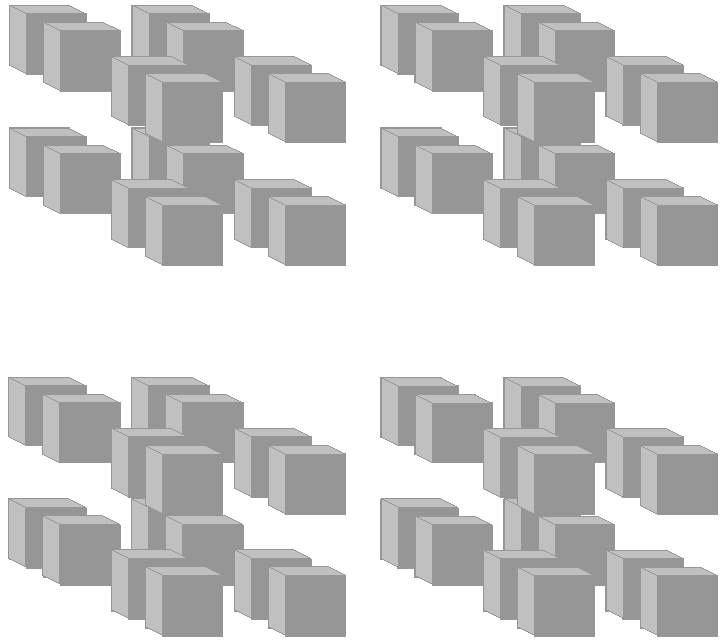
Le cube de Cantor.

Soit s un nombre strictement compris entre 0 et 1. Si, au lieu de couper chaque intervalle en trois et d'enlever l'intervalle central, on enlève à la n-ème étape un intervalle de longueur {\displaystyle s/3^{n}} au centre de chaque intervalle de la génération précédente, on obtient un ensemble de Cantor dont la mesure de Lebesgue est 1 - s. Cela permet d'obtenir un compact d'intérieur vide de mesure aussi proche de 1 que l'on veut. Le cas s = 1 redonne l'ensemble de Cantor usuel. Un procédé comparable est utilisé dans l'ensemble de Smith-Volterra-Cantor.
Une autre version de l'ensemble de Cantor est le carré de Cantor. Il est construit sur le même principe général, mais basé sur un carré : on considère un carré que l'on découpe en 9 carrés de même taille, et on supprime tous les carrés n'étant pas dans un coin du carré de départ. L'ensemble est construit de façon itérative en répétant cette action sur les nouveaux carrés. Ce n'est rien d'autre que le produit cartésien {\displaystyle K_{3}\times K_{3}} d'un ensemble de Cantor par lui-même (à ne pas confondre avec le tapis de Sierpiński).
La même construction en dimension 3 conduit au cube de Cantor, égal au produit cartésien {\displaystyle K_{3}\times K_{3}\times K_{3}} (à ne pas confondre avec l'éponge de Menger).